# Douglasiris
Douglasiris (Iris douglasiana) är en  växtart inom familjen irisväxter från västra USA. Arten kan odlas som prydnadsväxt i Sverige.

## Synonymer
- Iris beecheyana Herb.
- Iris douglasiana f. alpha (Dykes) R.C.Foster
- Iris douglasiana var. alpha Dykes
- Iris douglasiana var. altissima Purdy ex Jeps.
- Iris douglasiana var. beecheyana (Herb.) Baker
- Iris douglasiana var. bracteata Herb.
- Iris douglasiana var. major Torr.
- Iris douglasiana var. mendocinensis Eastw.
- Iris douglasiana var. nuda Herb.
- Iris douglasiana var. oregonensis R.C.Foster
- Iris watsoniana Purdy